# Jan Sanders van Hemessen
 (novembre 2012).
Jan Sanders van Hemessen, peintre de sujets religieux, de scènes de genre et de portraits, né à Hemiksem vers 1500 et mort à Haarlem vers 1566, est un peintre flamand maniériste de la Renaissance du Nord.
Avec Aertsen, Bueckelaer et Van Reymerswale, il appartient à ce groupe de peintres anversois qui s'inspirent de la réalité quotidienne. Par sa manière directe et par la plasticité de son langage, il est considéré comme l'un des principaux précurseurs de Pieter Brueghel l'Ancien.

## Biographie
Élève de Hendrik Van Cleve à Anvers en 1519, il devint franc maître en 1523.
Il n'est pas exclu qu'il ait séjourné en Italie vers 1530.
Il se fixa probablement à Haarlem vers 1551.

## Son œuvre
Les œuvres signées et datées de Van Hemessen s'échelonnent entre 1531 et 1557.
Esprit positif et peintre de genre réaliste, il actualise toujours ses sujets, tandis que, par un sens populaire, il sécularise complètement les thèmes religieux. Ses œuvres présentent un caractère monumental, des volumes accusés, des raccourcis audacieux, un modelé vigoureux, des mouvements véhéments et désordonnés, des détails grotesques, des couleurs intenses et contrastées, et suscitent à tout point de vue une impression d'énergie libérée.
Son tableau le plus ancien, un Saint Jérôme (Museu Nacional de Arte Antiga de Lisbonne), date de 1531. Déjà le peintre s'y fait remarquer par l'audace de la figuration, par la recherche du raccourci et par son style dramatique et monumental. Ce caractère révolutionnaire se révèle moins dans l'Adoration des mages des collections royales de Grande-Bretagne (1534), tableau assez semblable à ceux de ses contemporains anversois.
La personnalité du peintre s'affirme beaucoup mieux dans l'étonnante Vanité du musée de Lille, où l'on voit un ange pourvu d'ailes de papillon montrer un crâne reflété dans un miroir.
Dans l'Enfant prodigue (1536) du Musée royal d'art ancien à Bruxelles, la parabole évangélique est transposée en une scène populaire et anecdotique : dans un bordel, le fils prodigue gaspille son héritage au milieu de filles de joie et de mauvais garçons. Le peintre introduit le spectateur d'une façon directe et vivante. Il représente les personnages à mi-corps, très grands au premier plan du tableau. Il renie l'ordonnance classique pour une composition naturelle, voire désordonnée, où tout est fonction de la réalité : la vivacité du récit, la vérité des détails et la matérialité des objets et des personnages. L'exécution minutieuse et traditionnelle y met assez paradoxalement en valeur la conception monumentale de l'ensemble. La facture et l'élégance des personnages de ce tableau trahissent l'intervention d'un collaborateur de Hemessen, resté anonyme, que l'on nomme le Maître de Paul et Barnabé. Ce dernier est très profondément influencé par les célèbres cartons de tapisseries exécutés à Rome par Raphaël et envoyés à Bruxelles en 1517 pour y être tissés.
Si l'Allégorie de la musique et de la jeunesse (Mauritshuis, La Haye) semble plus inféodée par son atmosphère aux exemples italiens, les mêmes tendances réalistes nouvelles se retrouvent dans La Vocation de saint Matthieu (1536), de la Alte Pinakothek de Munich, où Hemessen représente l'officine d'un percepteur d'impôts. Aucun élément nouveau ne s'introduit dans la Suzanne et les vieillards (1540), passée en vente à Paris en 1925, dans La Sainte Famille (1541) de la Alte Pinakothek de Munich, dans le Saint Jérôme (1541) de la Galerie nationale de Prague, dans la Suzanne et les vieillards d'une collection particulière de Barcelone ni dans le Saint Jérôme (1543) de l'Ermitage à Saint-Pétersbourg.
Mais un changement se présente dans les œuvres de 1544, surtout dans l'Ecce homo de l'Académie des beaux-arts de Düsseldorf et dans La Vierge et l'Enfant du musée de Stockholm. L'artiste y parvient à un rendu plus convaincant de l'espace, tant dans la disposition des personnages que dans l'élaboration des plans du paysage.
Dans Isaac bénissant Jacob (1551, église d'Österbybruks (sv), dans la commune d'Östhammar, Suède), Hemessen, à la façon des maniéristes italiens, agrandit les personnages, qui, par des effets de lumière et par des raccourcis, donnent l'impression de bondir hors du tableau. La même volonté d'insister outre mesure sur les raccourcis qui projettent les personnages trop agités au tout premier plan du tableau se retrouve dans Le Jeune Tobie rendant la vue à son père (1555, musée du Louvre).
La composition chaotique et l'exécution lourde du grand tableau qu'est Le Christ chassant les marchands du Temple (1556, musée de Nancy) marquent le point culminant du style de Hemessen. Son dernier tableau (1557, Londres, collection particulière) représente de nouveau Saint Jérôme.
À ces œuvres signées et datées s'ajoutent quelques tableaux portant une signature, mais pas de date ; un des plus importants attribués à Hemessen est La Joyeuse Compagnie du musée de Karlsruhe. Il se rapproche de L'Enfant prodigue du Musée royal d'art ancien à Bruxelles aussi bien par la représentation moralisante d'un homme aux trois âges de la vie devant la tentation du plaisir que par l'esprit narratif et l'exécution soignée.
Le Maître de Paul et Barnabé, voire le Monogrammiste de Brunswick et Jan Swart, auraient contribué à ce tableau.
Il est d'ailleurs à noter que certains historiens d'art identifient Hemessen avec le Monogrammiste de Brunswick.

### Attribution hypothétique
- Jan Sanders van Hemessen ou cercle du Maître de Paul et Barnabé, La chute, huile sur panneau, 226 × 193 cm, Bonnefantenmuseum, Maastricht.[5]

## Ses élèves
Sa fille Catharina (Anvers 1528 – id. apr. 1587) fut probablement son élève. Après s'être attachée à la cour de Marie de Hongrie, elle épousa, en 1554, un musicien de la reine, Chrétien de Morien.

## Le Corpus
- Le Christ et la femme adultère (1525), localisation inconnue
- La Peseuse d'or, (avant 1530), huile sur panneau de chêne, 44 × 31 cm, Staatliche Museen de Berlin
- Saint Jérôme pénitent (1531), Museu Nacional de Arte Antiga de Lisbonne
- Vanité (ca 1535), huile sur bois, 90 × 73 cm, Musée des Beaux-Arts de Lille
- L'Enfant prodigue (1536), Musée royal d'art ancien à Bruxelles
- La Vocation de saint Matthieu (1536), Alte Pinakothek, Munich[6]
- Jugement dernier (vers 1536-1537), Sint-Jacobskerk, Anvers
- Parabole du retour du fils prodigue, huile sur bois, 140 × 198 cm, Musée royal d'art ancien à Bruxelles
- Le Christ de pitié (1540), Landesgalerie, Linz,
- Le Voyageur au bordel (1543), Wadsworth Atheneum, Hartford
- Musicien et sa muse (v. 1544), collection privée
- La Société perdue ou La Joyeuse compagnie (1545-1550), musée de Karlsruhe
- Le Christ portant la croix (1549), musée Santa Cruz de Tolède
- Judith (1549/1550), Art Institute of Chicago
- Tarquin et Lucrèce (v.1550), 72,8 × 92 cm, Palais des beaux-arts de Lille
- Christ aux outrages (circa 1550), Douai, Musée de la Chartreuse
- Le Christ raillé, Alte Pinakothek, Munich
- Le Coupeur de pierre (1550-1554)
- Le Jeune Tobie, aidé de l'archange Raphaël, rend la vue à son vieux père Tobit (1555), Musée du Louvre, Paris[7]
- L'Extraction de la pierre de folie (1556), Musée du Prado, Madrid
- Les Marchands chassés du Temple (1556), Musée des beaux-arts de Nancy
- Jeune fille jouant du clavicorde, (avant 1530), Art Museum, Worcester
- Jeune fille écrivant (avant 1530), (copie), National Gallery, Londres
- La Sainte Famille, Musée des beaux-arts de Valenciennes[8]
- Triptyque du martyre de saint Sébastien, Musée du Petit Palais, Paris[9]

## Galerie

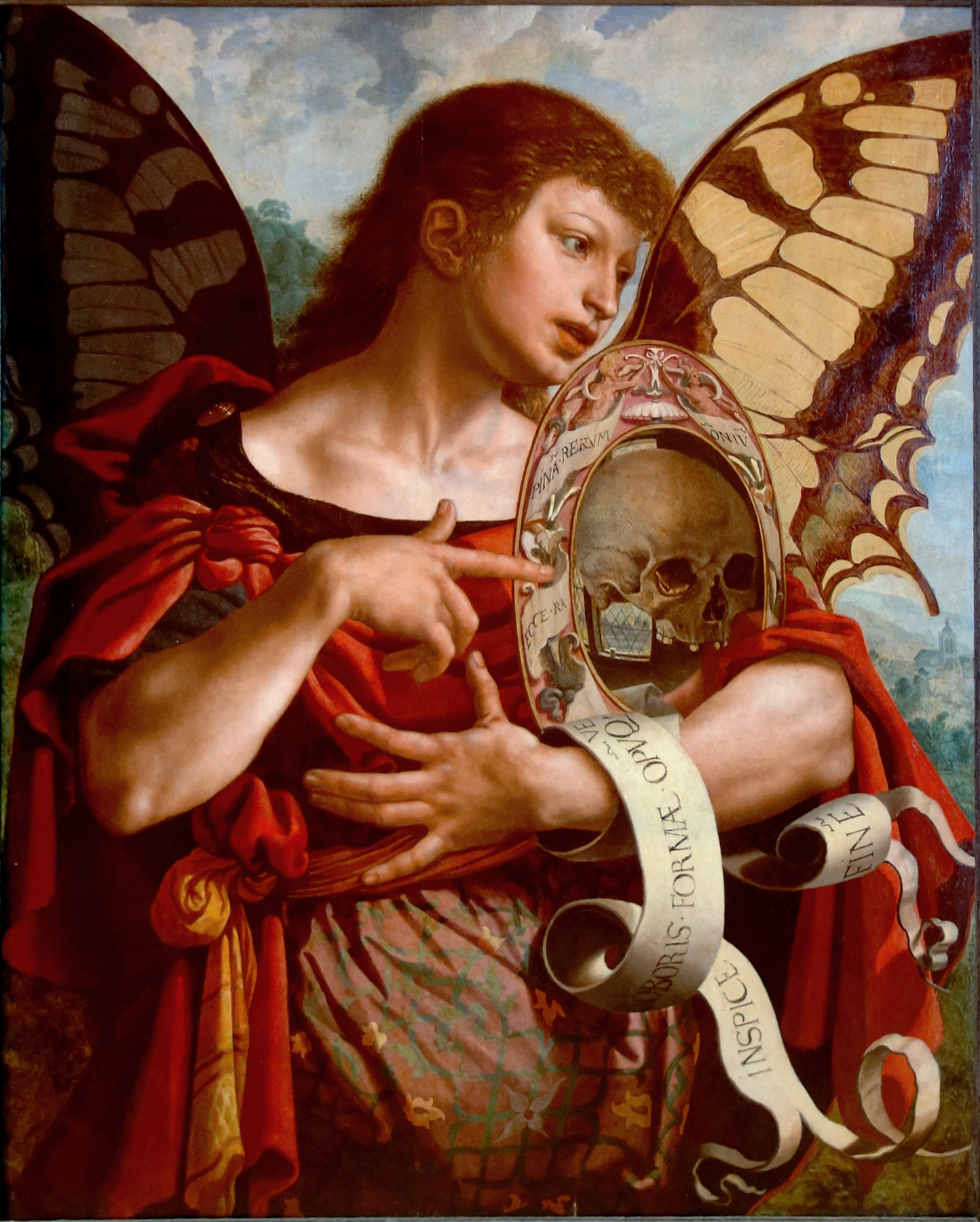
Vanité, vers 1535, Palais des beaux-arts de Lille.
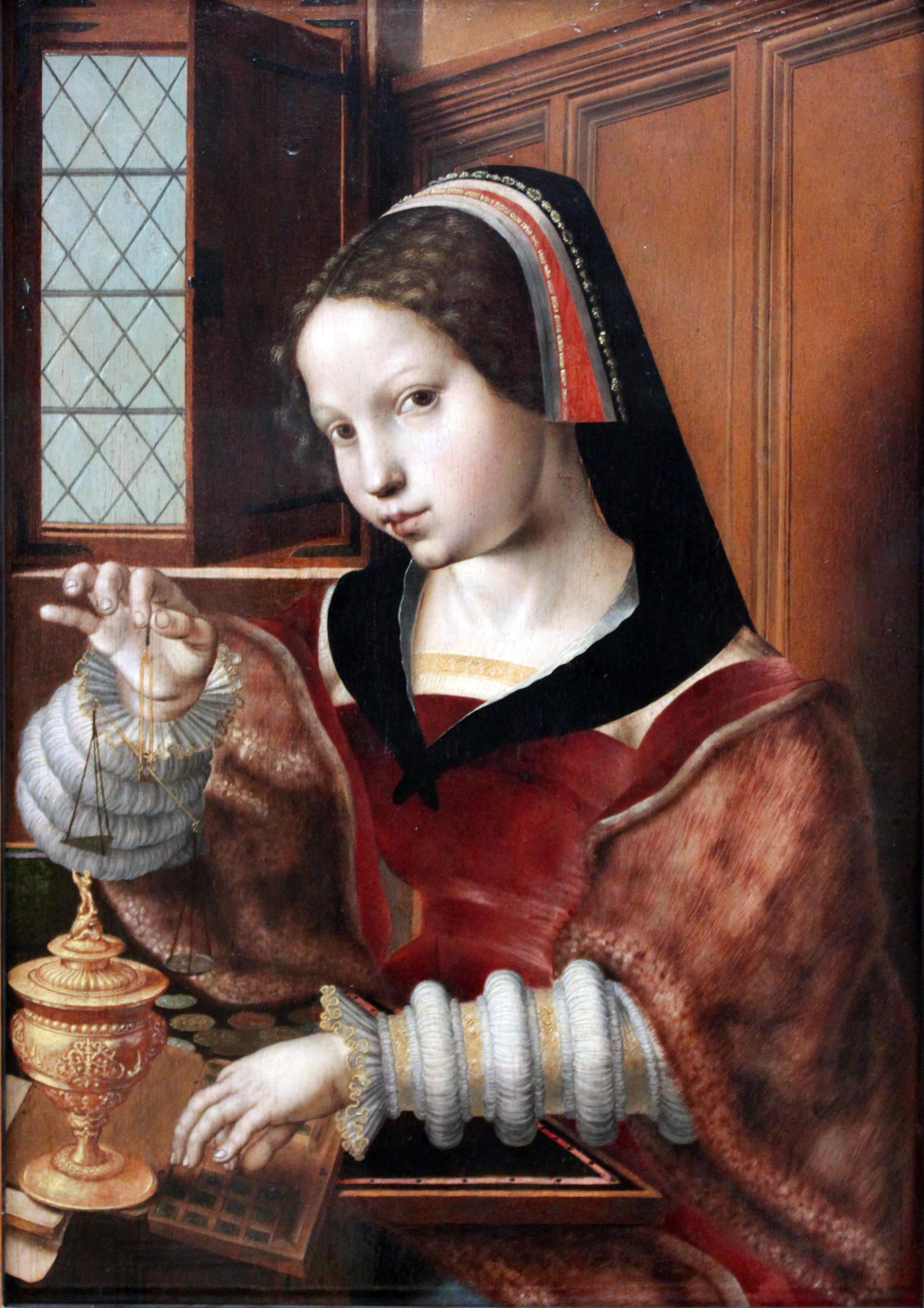
Femme à la balance d'or, 1530-1535, Berlin.
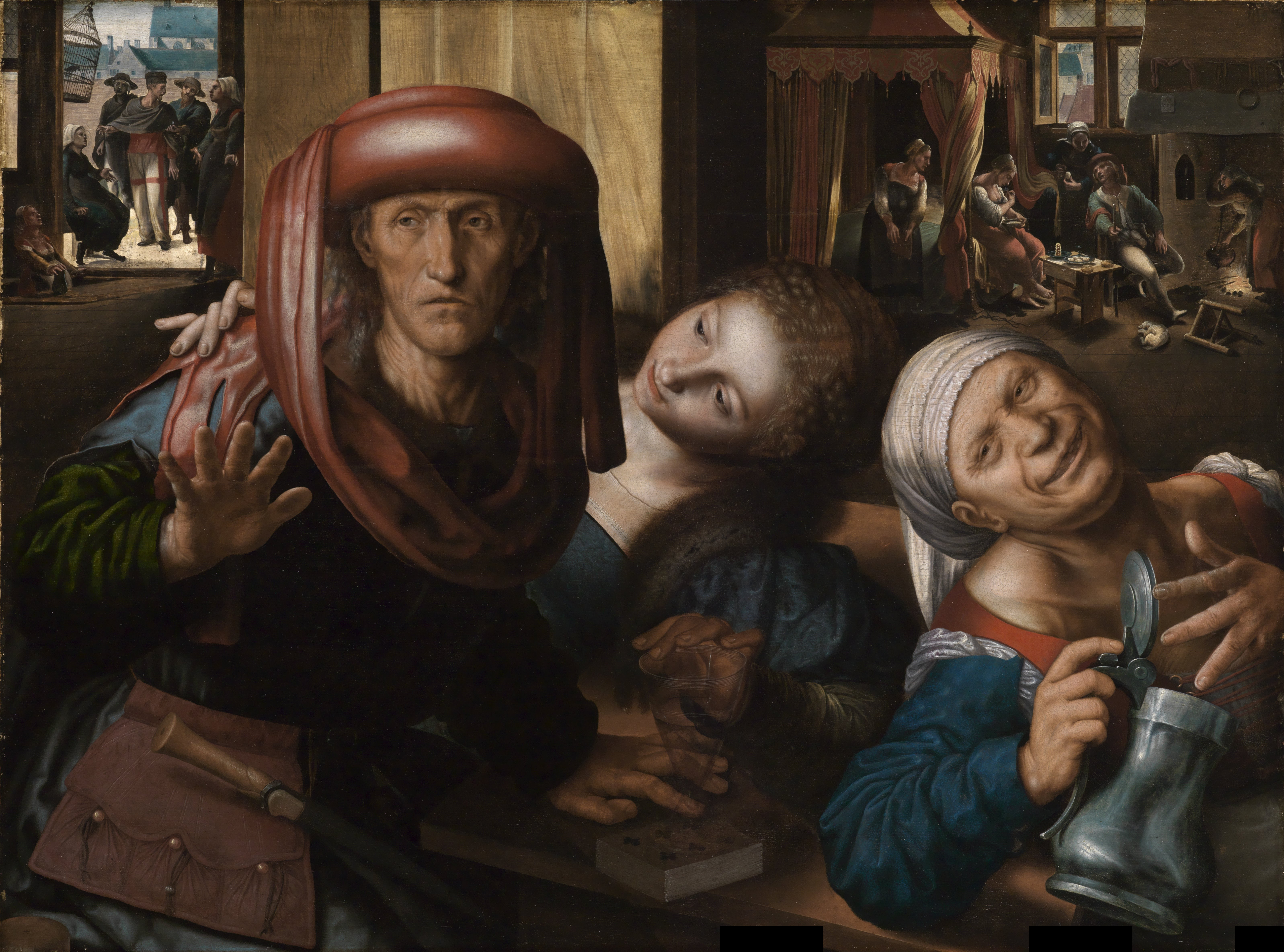
La joyeuse compagnie, vers 1545-1550, Staatliche Kunsthalle, Karlsruhe.
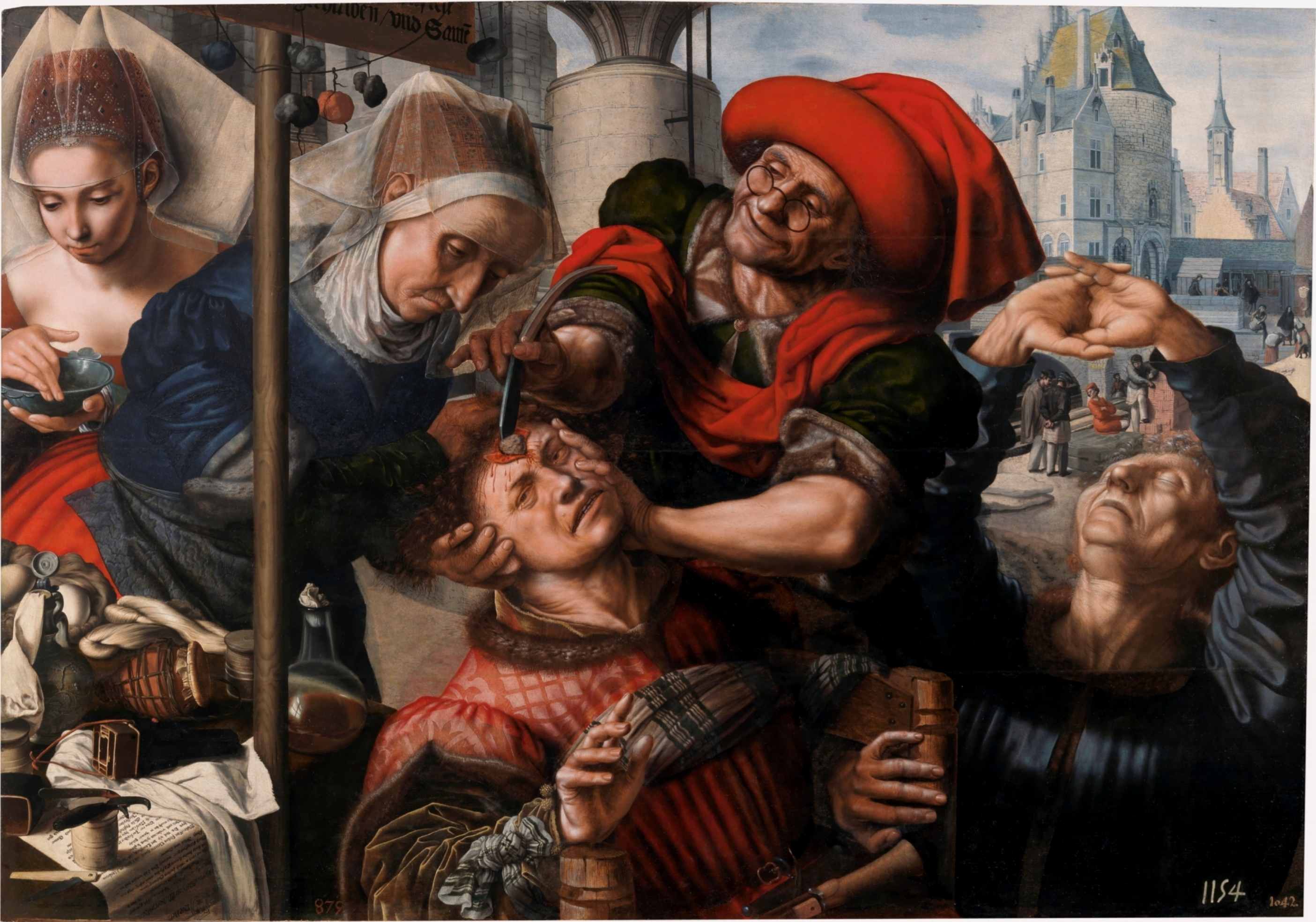
L'Excision de la pierre de folie, 1555, Musée du Prado, Madrid.

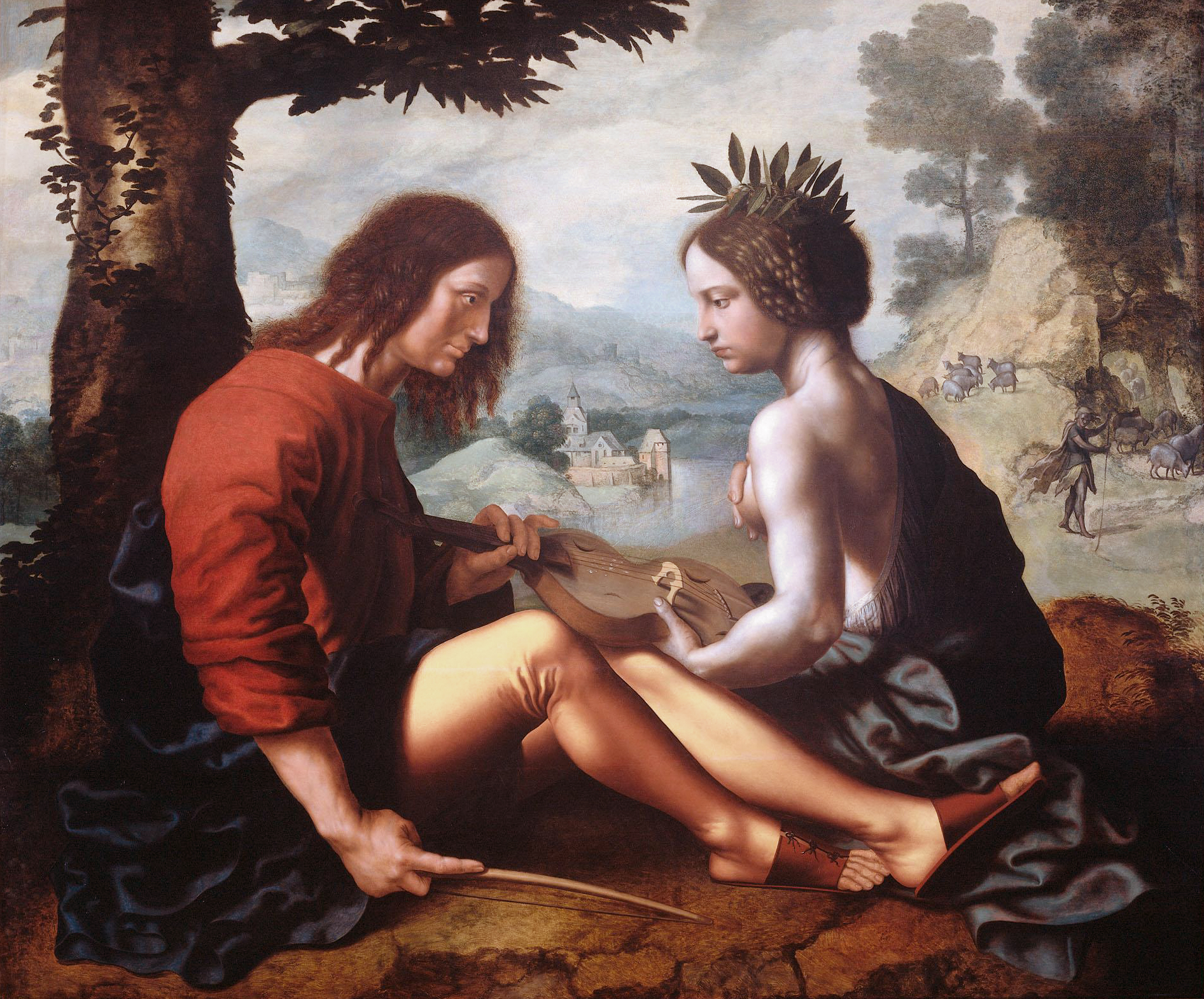
Allégorie de Catharina van Hemessen et Chrétien de Morien, vers 1550, Rijksmuseum Amsterdam.
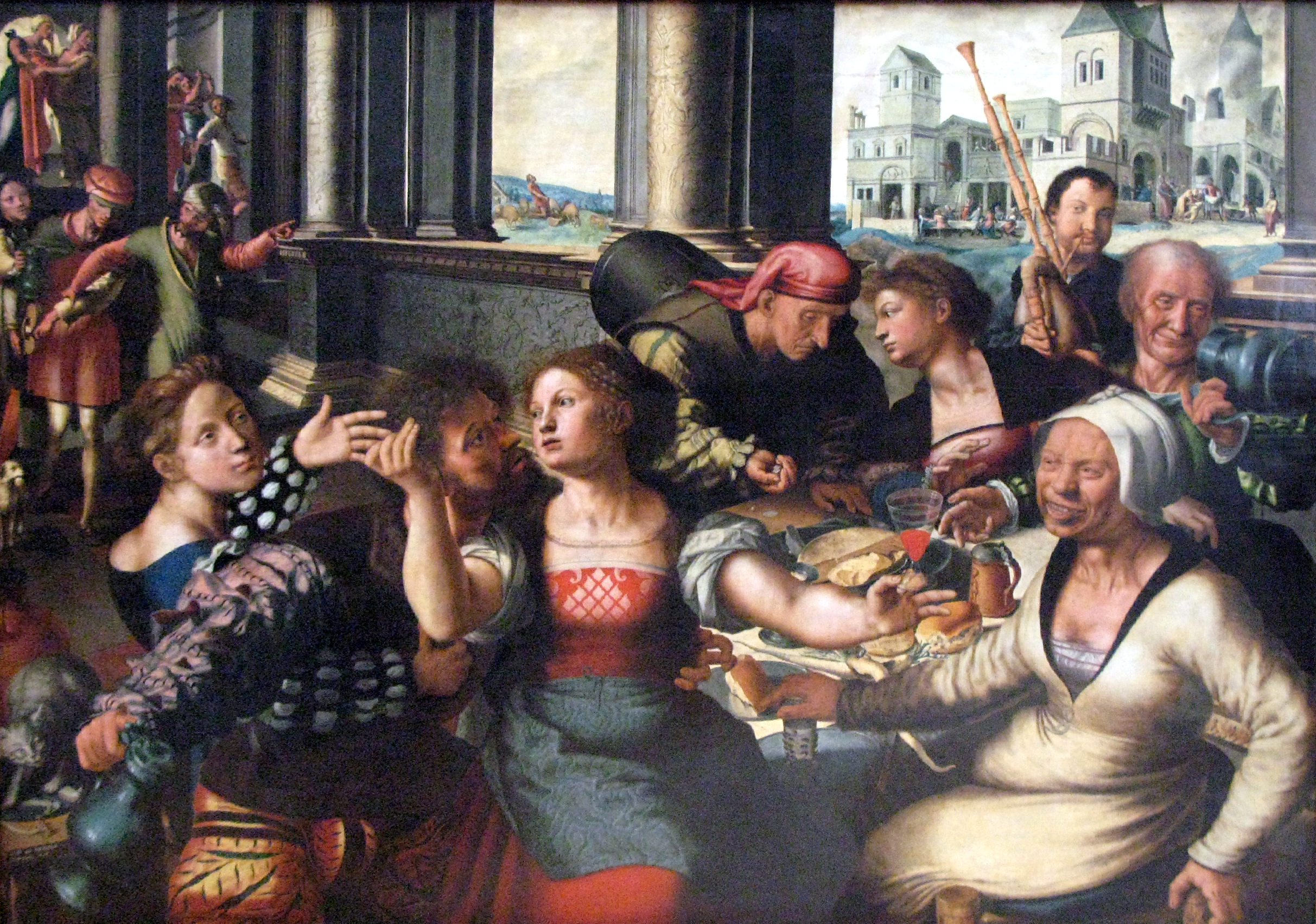
Parabole du retour du fils prodigue, 1536, Bruxelles.
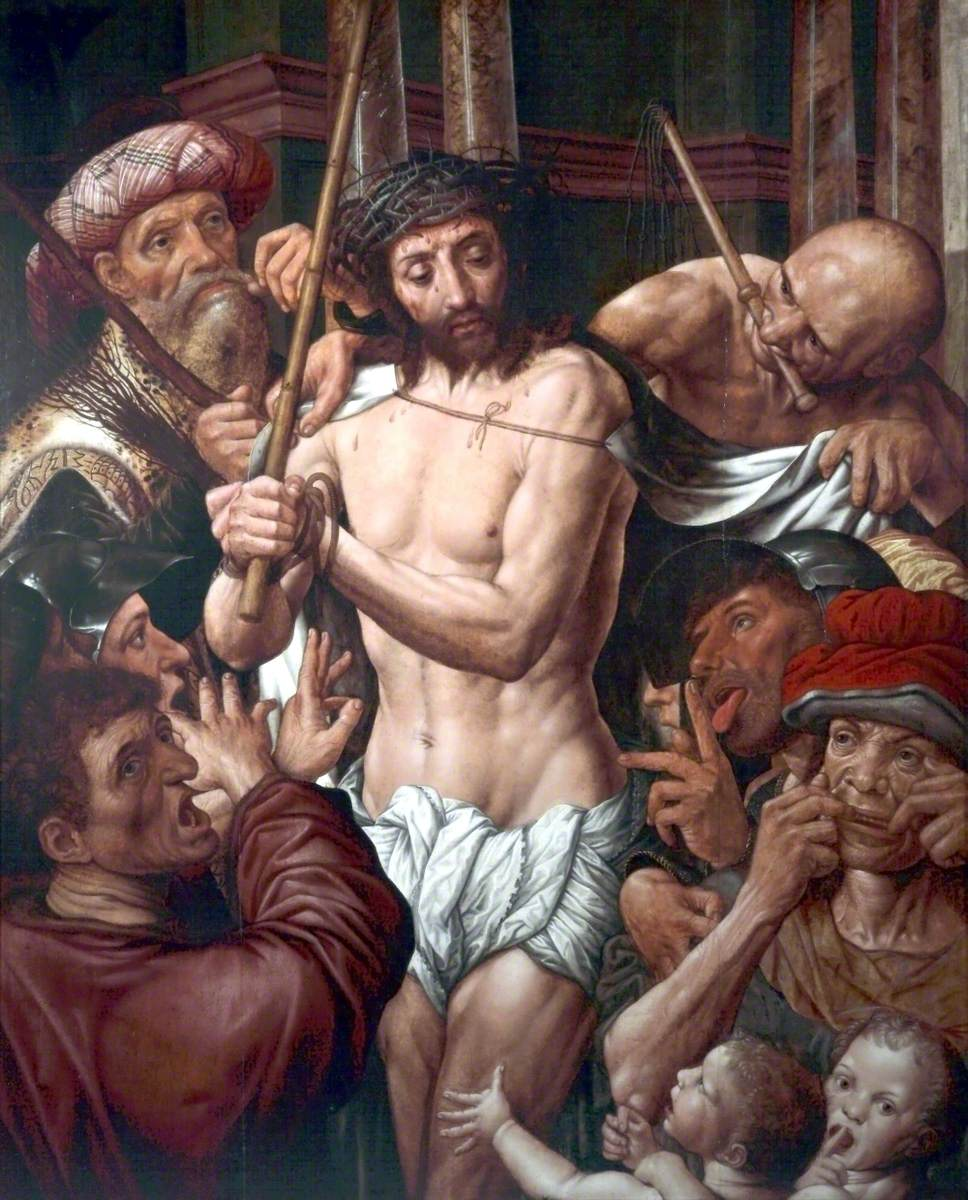
The Mocking of Christ , après 1544 - Musée des Beaux Arts de Liverpool